# José Baviera
José Baviera (* 17. August 1906 in Valencia als José Luis Baviera Navarro, Spanien; † 13. August 1981 in Mexiko-Stadt, Mexiko) war ein mexikanischer Schauspieler, Regisseur und Drehbuchautor spanischer Herkunft.

## Biografie
Baviera wollte zunächst Mediziner werden, leistete dann in den spanischen Kolonien in Afrika seinen Kriegsdienst ab, den er mit dem Rang eines Hauptmanns („capitán“) beendete. Im Jahr 1927 begann Jose Baviera seine künstlerische Karriere. Nach dem Spanischen Bürgerkrieg ging er nach Mexiko, wo er sich 1940 endgültig niederließ.
In Mexiko führte Baviera mehrfach Regie und spielte Rollen in Werken wie der Alexandre-Dumas-Verfilmung Camelia, wirkte unter anderem in Luis Buñuels Der Würgeengel (1962) mit und spielte mehrfach die Rolle des Pontius Pilatus (Jesús de Nazareth, 1942; María Magdalena, pecadora de Magdala 1946; Reina de reinas: La Virgen María 1948; El mártir del calvario, 1952).
José Baviera starb am 13. August 1981 in Mexiko an einem Herzstillstand.

## Auszeichnungen
Im Jahr 1946 wurde er für den ein Jahr zuvor entstandenen Film La barraca, einer Verfilmung des Romans La barraca, in der Kategorie Beste männliche Nebenrolle (Coactuación Masculina) mit einem Ariel ausgezeichnet. Im Jahr 1978 erhielt er von der Asociación Nacional de Actores (ANDA), in die er 1940 eingetreten war, die Virginia Fábregas-Medaille für mehr als 25 Jahre ununterbrochener Schauspieltätigkeit.

## Filmografie

### Schauspieler (Auswahl)
- 1942: Jesús de Nazareth
- 1942: Casa de mujeres (La historia de seis pecadoras)
- 1942: La virgen roja
- 1943: Cristóbal Colón
- 1944: Der schwarze Korsar
- 1945: La barraca
- 1946: María Magdalena, pecadora de Magdala
- 1947: La vida íntima de Marco Antonio y Cleopatra
- 1948: Reina de reinas: La Virgen María
- 1949: Felipe de Jesús
- 1952: El mártir del calvario
- 1954: Camelia
- 1962: Der Würgeengel (El ángel exterminador)
- 1966: El proceso de Cristo
- 1967: La guerrillera de Villa

### Regie
- 1937: Madera (Dokumentarkurzfilm)
- 1953: Caribeña
- 1953: Cuando vuelvas a mí
- 1955: El Cristo negro
- 1957: Cinco vidas y un destino

### Drehbuch
- 1947: No te cases con mi mujer
- 1951: Deseada
- 1953: Cuando vuelvas a mí

### Produzent
- 1954: Solamente una vez